# Мишин, Валентин Фёдорович
Валентин Фёдорович Мишин (5 марта 1922, дер. Арнаутово, Орловская губерния — 16 января 1945) — командир пулемётного расчёта 954-го стрелкового полка 194-й стрелковой дивизии 48-й армии, младший сержант. Полный кавалер Ордена Славы.

## Биография
Родился 5 марта 1922 года в деревне Арнаутово (ныне — Малоархангельского района Орловской области) в крестьянской семье. Окончил 4 класса. Работал в колхозе.
В Красную Армии призван Бобруйским горвоенкоматом Белорусской ССР, и с этого же времени на фронте в боях Великой Отечественной войну.
Пулеметчик 954-го стрелкового полка красноармеец Валентин Мишин в период боёв с 5 по 7 октября 1944 года у польского населённого пункта Гордзелька уничтожил до десяти противников.
Приказом по 194-й стрелковой дивизии от 14 октября 1944 года за мужество и отвагу проявленные в боях красноармеец Мишин Валентин Фёдорович награждён орденом Славы 3-й степени.
24-25 октября 1944 года в районе польского населённого пункта Бобы красноармеец Валентин Мишин из пулемёта подавил три огневые точки противника, в районе польского населённого пункта Клешо-Нове, перейдя реку Пелта, и в критическую минуту боя заменил выбывшего из строя командира пулемётного расчета, поразив свыше десяти противников.
Приказом по 48-й армии от 13 ноября 1944 года за мужество и отвагу проявленные в боях красноармеец Мишин Валентин Фёдорович награждён орденом Славы 2-й степени.
Командир пулеметного расчёта 954-го стрелкового полка младший сержант Валентин Мишин с бойцами вверенного ему расчёта 16 января 1945 года близ польского населённого пункта Осница помог стрелкам отразить три вражеские контратаки, уничтожил свыше двух десятков противников.
В этом бою младший сержант Мишин был тяжело ранен и скончался. Похоронен в польском местечке Осница (ныне — в гмине Карнево, Макувский повят Мазовецкого воеводства).
Указом Президиума Верховного Совета СССР от 24 марта 1945 года за образцовое выполнение заданий командования в боях с немецко-вражескими захватчиками младший сержант Мишин Валентин Фёдорович посмертно награждён орденом Славы 1-й степени, став полным кавалером ордена Славы.
Награждён орденами Славы 1-й, 2-й, 3-й степени.